# Српска радикална странка (Милан Стојадиновић)
Српска радикална странка је бивша политичка партија у Краљевини Југославији. Основана је новембра 1940. године, а њен оснивач и први председник био је др Милан Стојадиновић.
Настала је из Југословенске радикалне заједнице, чији је председник био Стојадиновић, и Народне радикалне странке Николе Пашића, чији је тадашњи председник био Аца Станојевић.

## Оснивање
Након што је Југославију постепено приближавао фашистичкој Италији и нацистичкој Немачкој, а што је било супротно са доктрином кнеза Павла Карађорђевића, Стојадиновић је изгубио место председника Владе Краљевине Југославије, 1939. године, а његова партија Југословенска радикална заједница је доживела унутрашње реформе вођства, он оснива сопствену политичку групацију са 63 народна посланика ЈРЗ (од 306 посланика ЈРЗ) и 13 сенатора. Убрзо затим, група добија и име: Српска радикална странка, која је званично понела тај назив 23. фебруара 1940. године.
Њој одмах приступају бивши функционери и чланови Југословенске радикалне заједнице и Народне радикалне странке, а и народна подршка је била велика. За приступање странци су се интересовали многи разочарани чланови и симпатизери Југословенске радикалне заједнице и Народне радикалне странке, некада најјачих политичких партија од уједињења Краљевине Југославије.
Додатан углед партији донео је и сам Милан Стојадиновић, који је уживао велики углед и поверење у народу, због сјајних економских мера које је спровео док се налазио на месту председника Владе. Иако је захтев за регистрацију, уз политички програм, био предат на разматрање Министарству унутрашњих дела Краљевине Југославије, 26. фебруара 1940. године, заведен под бројем I/5518, али странка није успела да се региструје, уз изговор да крши Закон о заштити државе, који налаже: 
| „ | Оснивање политичких удружења, политичких друштава, политичких странака не може имати верски, племенски или регионални карактер, нити задатак који би био пртовив народном јединству, целини државе или државном или друштвеном поретку. | ” |

То ипак није сметало да она настави рад, и покрене чланство и масовне народне скупове, која је готово несметано наставила свој рад и друге политичке делатности.

### Ужи Главни Одбор
До првог партијског конгреса, Српском радикалном странком је управљао Ужи Главни Одбор, који је формиран 22. фебруара 1940. године у Београду, у следећем саставу:
1. Председник: др Милан Стојадиновић
2. Потпредседници: Светозар Станковић и Богољуб Кујунџић
3. Секретари: Момчило Јанковић и др Ђура Котур
4. Благајници: Алекса Поп Митић и Божидар Јосиповић
5. Други чланови УГО: др Бранко Калуђерчић, Владимир Казимировић, Добривоје Стошовић, Душан Летица, Душан Трифуновић, Ђура Јанковић, др Љуба Поповић, Милан Аћимовић, др Нико Новаковић, Панта Јовановић, Светолик Станковић, Угрин Јоксимовић
6. Секретар политичке канцеларије: Слободан Д. Суботић
7. Уредник партијског листа „Уједињење“: Радоје Јанковић

### Сенатори
1. Богавац Петар, Краљево
2. Будишин Стеван, Велика Кикинда
3. Видаковић Антун, Суботица, поседник
4. Глушац Васо, Врбаска бановина, начелник просветног одсека у пензији
5. Ђерић Душан, Тузла, адвокат
6. Захарић Чедомир, Ужице, пензионер
7. Јанковић Стеван, Ваљево, земљорадник
8. Јоксимовић Угрин, Гостивар, трговац
9. Котур Ђура, Земун, потпредседник Сената и председник клуба сенатора
10. Кујунџић Андра, Призрен, учитељ у пензији
11. Кујунџић Богољуб, министар у пензији
12. Летица Душан, Београд, министар у пензији
13. Мухамед Златко, Дебар, привредник
14. Новаковић Душан, Приморска бановина, школски надзорник у пензији
15. Станковић Светозар, Нови Сад, министар у пензији
16. Стефановић Живадин, Смедерево, лекар
17. Спасојевић Јанко, Андријевица, државни саветник у пензији
18. Трифковић Душан, Београд, начелних саобраћајног одељења у пензији
19. Цањуга Ватрослав, Бакар, професор у пензији
20. Цукавац Милош, Ћуприја, адвокат

### Народни посланици
1. Антић Боривоје
2. Арежин Миљкан
3. Бешировић Димитрије
4. Богуновић Душан
5. Веселиновић Милорад
6. Видаковић Милош
7. Влаховић Милош
8. Вујановић Вук
9. Вујић Сава
10. Вуковић Јован
11. Гавриловић Никола
12. Гајић Радомир
13. Гргић Драгутин
14. Грубишић Славко
15. Дидић Вукашин
16. Димир Радослав
17. Добровољац Милан
18. Драшковић Ђуро
19. Дреновац Светозар
20. Ђуровић Лазић Данило
21. Ертл Јован
22. Ерцеговац Богдан
23. Живадиновић Борислав
24. Зотовић Цветко
25. Јакшић Сава
26. Јанковић Ђура
27. Јанковић Момчило
28. Јеличић Цветко
29. Јовановић Панта
30. Кабалин Никола
31. Кавимировић Владимир
32. Калуђерчић Бранко
33. Ковач Анте
34. Косановић Мишо
35. Костић Петар
36. Лунгулов Рада
37. Љужа Асим
38. Маглић Цвета
39. Милаћанин Милош
40. Марин Адам
41. Марјанац Симо
42. Матовић Драгутин
43. Матошић Влада
44. Мијић Милан
45. Мијушковић Јован
46. Микашиновић Ђуро
47. Микуличић Винко
48. Милетић Дане
49. Мимица Томо
50. Николић Славко
51. Новаковић Крста
52. Новаковић Нико
53. Пантић Димитрије
54. Патрногић Хаџи Љуба
55. Перовић Душан
56. Перовић Милорад
57. Петровић Миљко
58. Поповић Илија
59. Поповиљ Љуба
60. Протић Миро
61. Радуловић Јован
62. Рађеновић Стево
63. Роки Дунко
64. Самокрестић Драгомир
65. Станковић Ђура
66. Станковић Светолик
67. Станковић Станимир
68. Станковић Златоје
69. Стојановић Драгомир
70. Стојановић Михаило
71. Стопар Богдан
72. Стошовић Добривоје
73. Суботић Душан
74. Топаловић Гвозден
75. Трипало Милош
76. Ханжек Лавослав
77. Цветић Јосип
78. Црљеница Ђуро
79. Челиковић Звонимир
80. Шћепановић Нешо

## Програм
Програм Српске радикалне странке усвојен је у Београду, 1940. године, на скупштини партије. И састојао се из 40 тачака, подељених у четири области, и то:
1. део: Увод
2. део: Унутрашње државно уређење
3. део: Привредно социјална политика
4. део: Спољна политика.

### Увод
Уводни део Програма Српске радикалне странке обрађивао је разлог оснивања партије, однос према југословенском федерализму и интегралном југословенству, али и споразуму између Драгише Цветковића и Влатка Мачека. Наводе се и разлози због којих је Милан Стојадиновић изгубио премијерску функцију, што је био један од кључних момената партије.

### Унутрашње државно уређење
Овај одељак радикалског Програма најпре разматра ток уједињења Хрвата и Словенаца са Краљевином Србијом у заједничку Краљевину Југославију, и периоде државног уређења исте од 1918. године. Затим, изражава се оштар критички став по питању федерализма у Југославији, уз посебну критику увођења Бановине Хрватске са карактерима федералне јединице.

### Привредно социјална политика
Трећи део Програма Српске радикалне странке Милана Стојадиновића, бави се ставовима радикала по питањима економије, финансија, индустрије и социјалне политике. Прва тачка образлаже да је Србија сељачка земља, јер се у њој 80% становништва бави пољопривредом, односно земљорадњом. Занимљива је констатација у тачки 25, где стоји:
| „ | 25) Становништво наше земље јако се множи и то поглавито Срби. Ми спадамо у ред најплоднијих земаља на свету по природном прираштају становништва. | ” |

Програм Српске радикалне странке за привредну и социјалну политику истиче да је потребно стварање развојних планова, како би економија била стабилна. Посебно место у Програму заузима сеоско становништво, те се наводи да је потребно хитно запошљавање широких маса становништва са села, од стране државе. Следећи корак јесте развој индустрије и индустријализација Краљевине Југославије.
Поред тога, радикали захтевају да богати земљорадници уступе земљу коју не oбрађују, на коришћење сељацима без или са јако мало сопствене земље. На крају, још једна мера социјалне политике јесте напредак медицине на селима, и упознавање становништва на селу са основама личне хигијене. Ту стоји да здpавствена заштита не сме бити привилегија богатог становништва.

### Спољна политика
Последњи, четврти, део Програма Српске радикалне странке, обрађује домен спољне политике. Тако се на почетку спомиње удео Владе Милана Стојадиновића у развоју пријатељских односа са европским државама:
| „ | 37) Спољна политика владе Милана Стојадиновића за четири године донела је земљи мир, осећање сигурности и спокојства, појачан углед на Балкану и у читавој Европи, и учинила да се без икаквог потреса преброде неколике тешке кризе у Европи. | ” |

Следећих неколико реченица тврди да се Стојадиновић држао ван блоковских и идеолошких подела, већ је гледао интерес своје земље и свог народа, тако што је успео да сачува старе, али придобије и нове пријатеље за Југославију, напомињући у првом реду моћне државе са запада.
Последња тачка Програма, говори о неоходности јаке војске као гаранта сигурности.

## Правила Српске радикалне странке
Правила Српске радикалне странке су заправо представљале нешто што се међу данашњим политичким партијама тумачи као Статут партије. У овом документу, били су наведени циљеви странке, органи странке и начин рада. Правила су штампана заједно са Програмом странке, у Београду 1940. године.
Овај документ је садржао девет чланова.
| „ | Чл. 1. Српска радикална странка је политичка организација, која се оснива на основу свога Програма и ових Правила, са главним седиштем у Београду. Странка је организована као правно лице, које може имати своју имовину. | ” |

| „ | Чл. 2. Циљ странке је да ради на остварењу начела садржаних у њеном програму. | ” |

| „ | Чл. 3. За постизање свога циља Странка ће употребљавати сва законита, морална и културна средства. Своја начела ће ширити издавањем листова и књига, оснивањем клубова и читаоница, држањем јавних зборова и предавања и остваривати путем својих организација, развијањем политичке делатности у земљи и преко својих чланова у Народном Председништву и самоуправним телима. | ” |

| „ | Чл. 4. Органи Српске радикалне странке су: - Земаљска скупштина - Главни Одбор - Окружни одбори - Срески одбори и - Месни (општински) одбори | ” |

## Издавачка делатност
Као што је стајало у Правилима, Српска радикална странка се бавила и издавачком делатношћу као делом политичко-душтвеног рада. Објављен је мали број дела, пошто је странка постојала и сувише кратко.

### Уједињење
Уједињење је био партијски лист Српске радикалне странке. Први уредник овог листа био је Радоје Јанковић, књижевник и пензионисани југословенски министар, са пребивалиштем у улици Господар Јовановој бр. 75. у Београду.

### Два споразума
Један од првих дела коју је издала Српска радикална странка, била је књига њеног председника др Милана Стојадиновића „Два споразума``. Књига је објављена у Београду, 1940. године. Увод је саставио Радоје Јанковић, уредник партијског листа, где је описао део политичког живота Милана Стојадиновића и историјат настанка Српске радикалне странке.

## Крај рада
Пошто више није могао да одуговлачи са давањем коначног одговора Адолфу Хитлеру, кнез Павле Карађорђевић је донео одлуку о приступању Краљевине Југославије у Тројни пакт. Тада су се јавиле сумње да би Хитлер могао да затражи повратак на премијерску функцију свог савезника Милана Стојадиновића, председника Српске радикалне странке, који је за време свог мандата створио чврсте пријатељске везе са Италијом (у којој је на власти био фашистички режим) и Немачком (у којој је на власти био национал-социјалистички режим). Крунски савет је, 6. марта 1941. године, донео одлуку да се бивши премијер Милан Стојадиновић повери Британцима „на чување“, како не би имао утицаја на политичке и друштвене прилике у Југославији. Иако је Устав забрањивао прогон југословенских грађана из Краљевине Југославије, Стојадиновић је прогнан у Грчку, 18. марта, где су га преузеле британске трупе.
Након тога, уследило је југословенско приступање Тројном пакту, а затим и народни протести, који су кулминирали у пуч 27. марта, где су официри збацили Владу Драгише Цветковића и Влатка Мачека, кнеза Павла збацили са престола, на који је доведен малолетни Петар II Карађорђевић. Десет дана касније, у зору 6. априла, Немачка ће бомбардовати Београд и друге делове Краљевине Југославије, без објаве рата.
За време окупације, неки чланови ове странке су сарађивали са окупатором. Најпре је Милан Аћимовић образовао Комесарску управу у коју су још ушли и Момчило Јанковић и Душан Летица.

## Обнављање странке
Српска радикална странка је поново оформљена 23. јануара 1990. године, у Београду, уједињењем неколико других политичких партија. Нови председник Српске радикалне странке био је проф. др Војислав Шешељ. Обновљена странка ће доживети политички тријумф, тако што ће у периоду од 1992. до 2000. године бити друга, а од 2000. до 2012. године најјача политичка партија у Народној скупштини. По разједињењу Југославије, Српска радикална странка ће наставити рад у Републици Србији, Републици Српској, Републици Македонији и Црној Гори.
До великог раскола у странци ће доћи 2008. године, и Српска радикална странка неће бити парламентарна након парламентарних избора 2012. године.
Међутим, на парламентарним изборима 2016. враћа парламентарни статус и постаје трећа најјача странка у Србији.
Haкон изборa за народне посланике Србије 2020., CPC поново постaje ванпарламентарнa странка.